# Nueva (Llanes)
Nueva ist eine von 28 Parroquias in der Gemeinde Llanes der autonomen Region Asturien in Spanien.

## Geographie
Nueva ist eine Parroquia mit 761 Einwohnern (2011) und einer Fläche von 27,13 km². Es liegt auf 57 m über dem Meeresspiegel. Die höchsten Gipfel sind der Socampo o Cantollano (226 m) und der Pico Maor (367 m) im nahegelegenen Gebirgszug der Sierra del Cuera.

### Gewässer in der Parroquia
Die Parroquia wird von den Flüssen Rio Ereba und Rio de Nueva durchquert.

### Verkehrsanbindung
Nächste Flugplätze sind Oviedo und Santander. Die FEVE hat mehrere Haltestellen im Parroquia. Über die Nacional 634, oder die A8 (Autovía del Cantábrico) bei Km 112 die Ausfahrt.

### Am Jakobsweg
Piñeres de Nueva ist eine Station am Jakobsweg, dem Camino de la Costa.

## Wirtschaft
Fischfang und Landwirtschaft prägt seit alters her die Region. Durch die Bergwelt und das nahe Meer ist die Region ein Touristenziel geworden, was die Wirtschaft deutlich fördert.

## Klima
Angenehm milde Sommer mit ebenfalls milden, selten strengen Wintern. In den Hochlagen können die Winter durchaus streng werden.

## Sehenswertes
Viele Kirchen und Kapellen, den nahegelegenen Nationalpark sowie die herrlichen Strände.

## Feste und Feiern
- Fiesta de Nuestra Sra. Virgen de la Blanca - 7./8. September

## Dörfer und Weiler in der Parroquia
- Nueva – 622 Einwohner (2011) 43° 26′ 18″ N, 4° 56′ 23″ W
- Ovio – 70 Einwohner (2011) 43° 26′ 46″ N, 4° 55′ 51″ W
- Llamigo – 41 Einwohner (2011) 43° 24′ 42″ N, 4° 58′ 54″ W
- Picones – 16 Einwohner (2011) 43° 27′ 11″ N, 4° 55′ 58″ W
- Riensena – 12 Einwohner (2011) 43° 24′ 2″ N, 5° 0′ 26″ W